# Foire aux manèges de Lille
La foire aux manèges de Lille est le nom donné à la principale fête foraine qui se déroule à Lille, dans le département du Nord, deux fois dans l'année.

## Description
Elle se déroule deux fois par an, au printemps ainsi que durant la fin de l'été (elle se retrouve alors notamment partie intégrante de la Braderie de Lille). 
Elle accueille environ 180 attractions sur l’Esplanade du Champ de Mars, près de la Citadelle de Lille. C'est ainsi l'une des plus importantes foires du pays par le nombre de manèges, et la diversité des attractions.

## Historique
En 2020, la foire fut annulée à cause de la crise sanitaire mondiale en cours.